# Вео
Вео је одјевни предмет или веш који је намењен покривању неког дела главе или лица или неког објекта од неког значаја. Посебно је повезан са женама и светим предметима. Вео има симболичка тумачења, нешто што делимично прикрива, прикрива или замагљује некоме или нечему.